# Клуб «Плейбоя»
Клуб Плейбоя (англ. The Playboy Club) — американський телесеріал, прем'єра якого відбулася 19 вересня 2011 року на каналі NBC.
4 жовтня NBC закрив серіал після трьох епізодів у зв'язку з низькими рейтингами.

## Сюжет
Початок 60-х, Чикаго. Юна й наївна дівчина Морін влаштовується на роботу офіціанткою в клуб «Плейбоя». Не проходить і тижня, як трапляється страшне — в підсобці її намагається зґвалтувати один із членів клубу. Їй приходить на допомогу чоловік, Нік Далтон, але Морін випадково вбиває насильника. Нік впізнає нападника — ним виявляється Бруно Бьянчі, глава мафії. Морін і Нік позбавляються трупа, але так просто піти від мафії їм не вдасться.

## В ролях
- Едді Сибріан — Нік Далтон, адвокат і член клубу Плейбоя[5][6].
- Лаура Бенанті — Кролик Мама Керолін[7].
- Ембер Герд — Кролик Морін, новенька[8].
- Нетарі Наутон — Кролик Бренду, який мріє стати першою афроамериканкою на розвороті журналу Playboy[9].
- Девід Крамхолц — Біллі Роузен, керуючий.
- Чі Рене — Кролик Еліс, лесбійка, яка приховує свою орієнтацію і складається у фіктивному шлюбі з геєм[10].
- Шон Махер — Шон, чоловік Еліс, гей[11][12].
- Дженна Деван — Кролик Джені.
- Вес Ремсі — Макс.